# Stadtgericht Bauerwitz und Katscher
Das Stadtgericht Bauerwitz und Katscher war ein preußisches Land- und Stadtgericht mit Sitz in Bauerwitz.

## Geschichte
Mit der preußischen Städteordnung von 1808 verloren die Magistrate ihre Funktion als Eingangsgerichte und es wurden staatliche Stadtgerichte eingerichtet. Nach dem Ende der Befreiungskriege wurden die staatlichen Gerichte (Stadtgerichte und Justizämter) zu Land- und Stadtgerichten zusammengefasst. In Bauerwitz lautete der Name des Gerichtes weiter Stadtgericht, da sein Sprengel lediglich Städte umfasste. Zuständiges Oberlandesgericht war das Oberlandesgericht Ratibor.
Sein Sprengel umfasste die Städte Bauerwitz mit 2150 Einwohnern (1837) und die Katscher mit 1966 Einwohnern, also zusammen 4116 Gerichtseingesessene. In Bezug auf strafrechtliche Angelegenheiten war das Gericht auch für die Orte Neu-Katscher, Kuisbek, Krottfeld sowie Fürstlich Langenau und Stollmütz zuständig. In Katscher wurden Gerichtstage gehalten.
Am Gericht waren ein Land- und Stadtrichter ein Subalterner und ein Unterbeamter beschäftigt. Es handelte sich um ein Gericht 2. Klasse, d. h. da das Gericht weniger als drei Richter hatte, konnten diese nicht als Spruchkörper gemeinsam Beschlüsse fassen.
Das Gericht hatte seinen Sitz in einem angemieteten Privatgebäude.
1849 wurden einheitlich Kreisgerichte gebildet. In Bauerwitz und Katscher entstand so die Gerichtskommissionen Bauerwitz und Katscher des Kreisgerichts Leobschütz.